# Relações entre Romênia e Sérvia
As  Relações entre Romênia e Sérvia tiveram início em 19 de abril de 1841.

## História
Embora a Sérvia tenha não oficialmente aberto um tipo de agência diplomática em Bucareste em março de 1836,  a primeira agência diplomática oficial da Sérvia em Bucareste foi estabelecida em fevereiro de 1863, com Kosta Magazinović como seu primeiro agente diplomático. Reciprocamente, a primeira agência diplomática romena em Belgrado foi estabelecida em 12/24 de março de 1863 e o primeiro agente diplomático foi Teodor Calimachi. 
Em 1879, como consequência do status de estado independente, as agências diplomáticas de Belgrado e Bucareste tornaram-se legações e os agentes diplomáticos, ministros residentes. Assim, em 14/26 de abril de 1879, a agência diplomática romena em Belgrado tornou-se legada, tendo Lascăr Catargiu como seu primeiro ministro residente.  No verão de 1879, Milan A. Petronijević se tornou o primeiro ministro residente da Sérvia na Romênia.  Mais tarde, depois que a Romênia e a Sérvia se tornaram reinos, em 1881 e 1882, seus representantes diplomáticos se tornaram "enviados extraordinários e ministros plenipotenciários". Foi somente em 1939, quando as legações de Belgrado e Bucareste se tornaram embaixadas. 

## Embaixadas
A Romênia tem uma embaixada em Belgrado e um consulado geral em Vršac . A Sérvia tem uma embaixada em Bucareste e um consulado-geral em Timisoara .

## Associações comuns
Ambos os países são membros plenos da Organização da Cooperação Econômica do Mar Negro . Ambos os países são fortemente contra a independência do Kosovo . A Romênia apoiou fortemente a integridade territorial da Sérvia. 

## Sérvios da Romênia
Os sérvios da Romênia são uma minoria étnica reconhecida. Segundo o censo de 2011, havia 18.076 sérvios na Romênia (0,1% da população). Os sérvios vivem principalmente no oeste da Romênia, na parte romena da região de Banato, onde constituem uma maioria absoluta em dois municípios e uma maioria relativa um no outro. 

## Romenos da Sérvia
Os romenos da Sérvia são uma minoria étnica reconhecida. Segundo o censo de 2011, havia 29.332 romenos na Sérvia (0,4% da população). Os romenos vivem principalmente no nordeste da Sérvia, na parte sérvia da região de Banato, onde constituem uma minoria em dois municípios. 